# 比拉河 (黑龍江支流)
48°58′48″N 131°41′02″E / 48.98000°N 131.68389°E

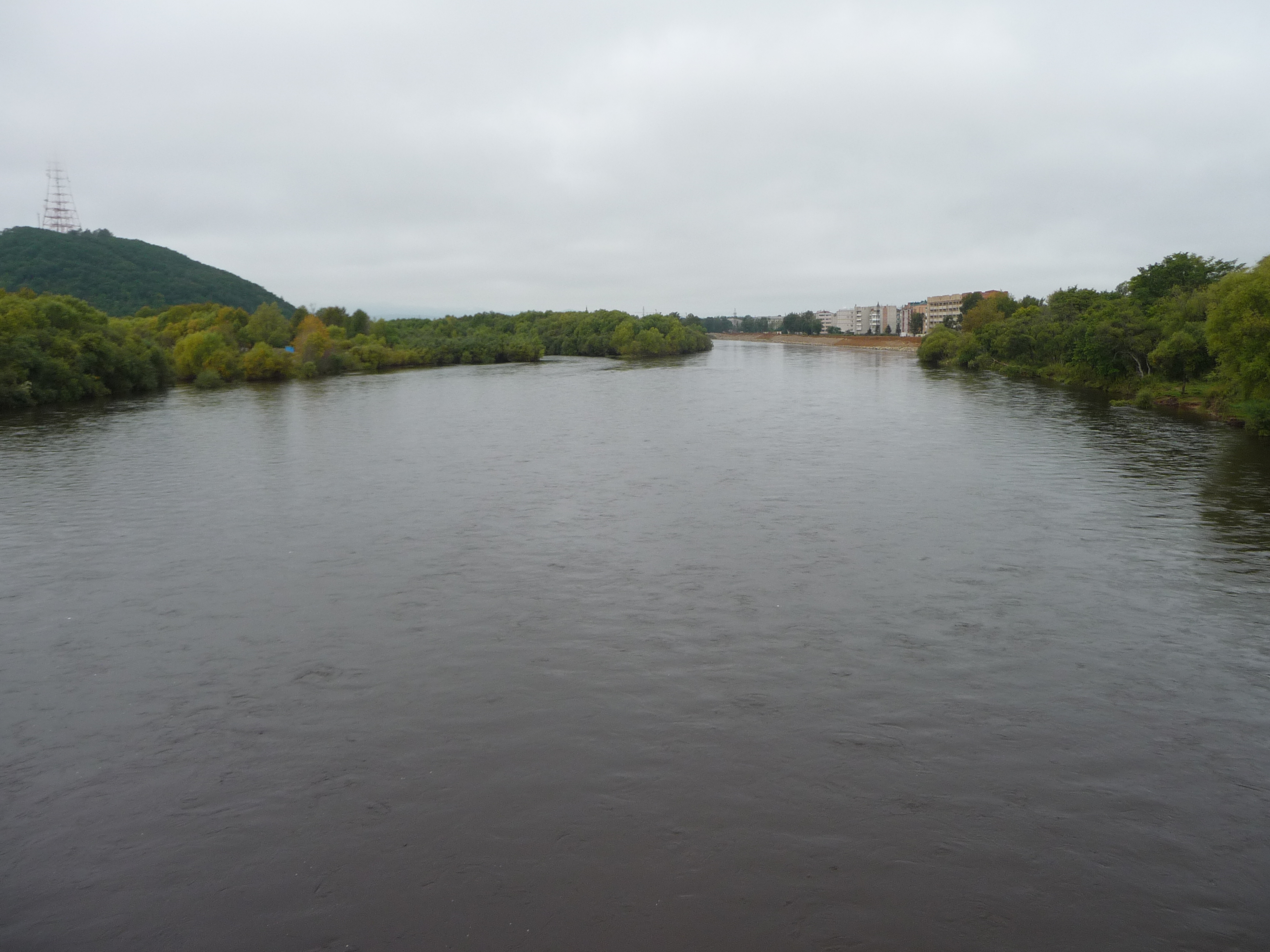

比拉河（羅馬化：Bira；清代作奇穆尼河），河名源自满语“河流”（转写：bira），是俄羅斯的河流，位於該國東南部猶太自治州，屬於黑龍江的左岸支流，河道全長424公里，流域面積9,580平方公里，河畔城鎮有比羅比詹。